# Bulbophyllum cocoinum
Bulbophyllum cocoinum (tên tiếng Anh là Coconut Bulbophyllum) là một loài phong lan.